# Nant
 Nant  (así también en occitano) es una población y comuna francesa, situada en la región de Mediodía-Pirineos, departamento de Aveyron, en el distrito de Millau. Es el chef-lieu y mayor población del cantón de Nant.

## Demografía
| 1057 | 1016 | 959 | 972 | 773 | 846 |
| Para los censos de 1962 a 1999 la población legal corresponde a la población sin duplicidades (Fuente: INSEE [Consultar]) |      |     |     |     |     |